# آبشار کگون
آبشار کگون (به ژاپنی: 華厳滝) آبشاری است که در کشور ژاپن واقع شده‌است و بلندترین ریزشگاه آن ۹۷ متر ارتفاع دارد. حوضهٔ آبریز این آبشار، رود اشیری است.